# Rancho San Isidro Ajajolojol
El Rancho San Isidro Ajajolojol, también conocido como Rancho San Isidro Ajolojol, Rancho Joljol o Toljol o Rancho Jesús María o San Ysidro Ajajolojol, fue una subvención de tierra hecha a José López en 1836 por el gobernador interino Nicolás Gutiérrez.

## Ubicación
Cubría 26,019.53 acres en lo que es ahora el Cerro San Isidro en el  municipio de Tijuana , Baja California, 14 millas al este de Tijuana, y 9 millas al oeste de Tecate a lo largo de los afluentes del norte del Río Tijuana, cercano a la frontera con Estados Unidos.
La propiedad del Rancho San Isidro Ajajolojol, se encontraba a una elevación de 301 metros, acotados en el del oeste por las montañas que dividen él de Rancho Tijuana.

## Historia
En 1822, José López y su hermano pidieron una concesión para el Rancho San Ysidro Ajolojol, al este de lo que más tarde sería el Rancho Tía Juana.  Este rancho estuvo informado en 1828 para ser una gama accionaria.  José López era el hijo de Ignacio López un soldado en el Presidio de San Diego .  Con su padre y su hermano Juan Bautista López, José López participó en la revuelta de Pio Pico en contra del gobernador Manuel Victoria, quien se oponía a la secularización de las misiones en 1831.
Como muchos ranchos al este de San Diego, fue atacado por los kumiai en 1837 y abandonado por un tiempo, requiriendo una subvención nueva  que sería hecha más tarde.  Fue formalmente concedido a Juan Ignacio López el 11 de junio de 1840 como Rancho Toljol.  El título para el expediente del Rancho Joljol fue exitosamente entregado el 12 de julio de 1840, aunque siguió siendo reconocido como Toljol. 
En 1851 se descubrió oro en el rancho  y posteriormente fue minado.  Su título de subvención estuvo confirmado por el Gobierno mexicano en 1861 y  sigue en existencia.